# Génocide des Héréros et des Namas
Pour les articles homonymes, voir Héréro.
Le génocide des Héréros et des Namas perpétré sous les ordres de Lothar von Trotha dans le Sud-Ouest africain allemand (Deutsch-Südwestafrika, actuelle Namibie) à partir de 1904 est considéré comme le premier génocide du XXe siècle,. Ce programme d'extermination s'inscrit au sein d'un processus de conquête d'un territoire par les troupes coloniales allemandes entre 1884 et 1911. Il entraîna la mort de 80 % des autochtones insurgés et de leurs familles (65 000 Héréros et près de 20 000 Namas).
Les faits ont été consignés pour la première fois dans un rapport commandé en 1917 dans un but politique par le gouvernement britannique au juge Thomas O'Reilly et connu sous le nom de « The Blue Book ».
Réévalué à partir des années 1990, ce crime de masse suscite depuis un important travail de mémoire, que ce soit en Namibie même, ou au sein de la communauté des historiens.

## L'établissement de la colonie allemande du Sud-Ouest africain

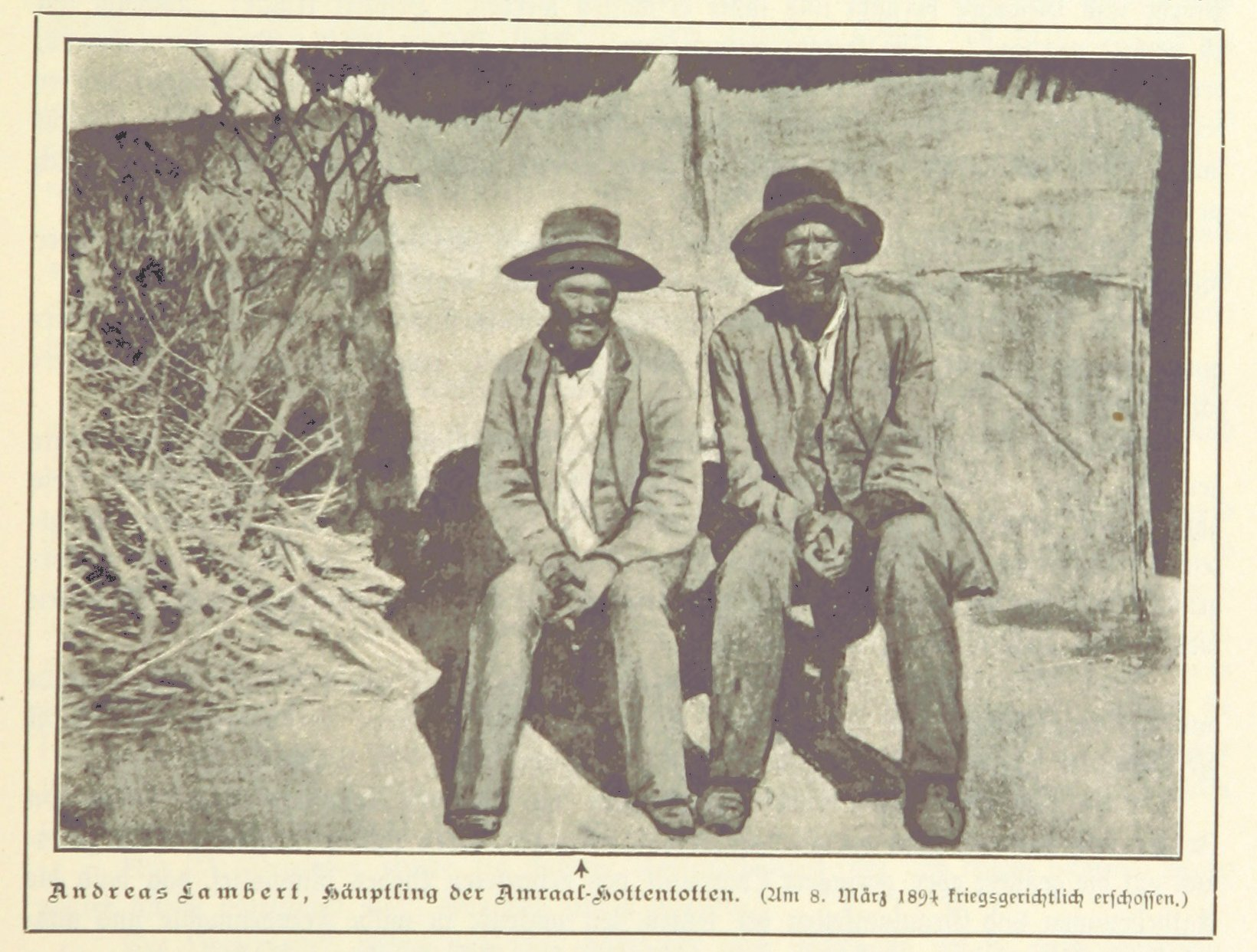
En 1894, Hugo von François, frère de Curt, publie Nama und Damara. Deutsch-Südwestafrika, un reportage photographique sur les autochtones de la colonie ouest-africaine : ici un Nama et un Damara.

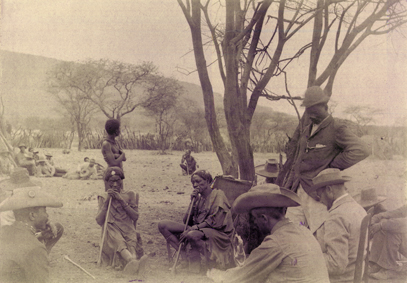
Friedrich von Lindequist (1er assis à droite), alors simple juge colonial, est ici en pourparler avec des Héréros (1898).

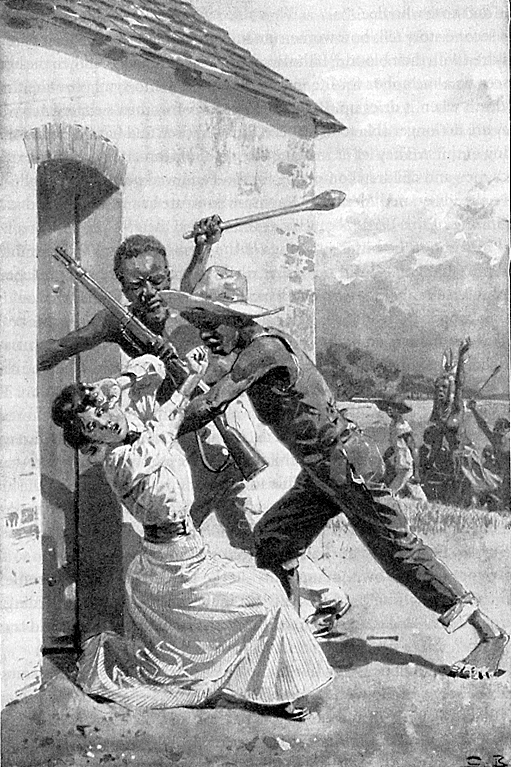
Illustration propagandiste allemande montrant une femme de colon agressée par des Noirs (avant 1904).

### Contexte
Entre 1830 et 1900, le Royaume-Uni et la France prennent possession de plus de la moitié de l'Afrique. L'Empire allemand, proclamé en 1871, se retrouve, mis à part quelques comptoirs, sans aucun territoire colonial. Via des initiatives privées, est lancé en 1878 un programme d'expansion, qui conduit à la formation de l'Union coloniale allemande (Deutscher Kolonialverein, 1882-1883). Après une série d'accords passés entre les treize principaux pays occidentaux et l'Empire ottoman, l'Allemagne se voit accorder, en 1884 à l'issue de la conférence de Berlin, quatre zones d'expansion qu'elle nomme Togoland (Togo et une partie de l'est du Ghana), Ostafrika (Tanzanie, Ruanda, Burundi), Kamerun (Cameroun) et Südwestafrika (Namibie). C'est sur ce dernier territoire que se mettent en place les enjeux et les conditions du drame.

### Implantation d'un comptoir allemand
Originellement, les Britanniques avaient, via le gouverneur du Cap, missionné William Coates Palgrave (1833-1897) pour rencontrer les responsables héréros et namas pris dans une guerre interethnique, afin de les convaincre de rallier un projet de fédération sud-africaine. Ces négociations échouent en 1885, et l'Empire allemand profite de cette vacance politique, officiellement pour implanter son premier comptoir sous la responsabilité du négociant Adolf Lüderitz, puis de Gustav Nachtigal, remplacé l'année suivante par Heinrich Göring, nommé haut-commissaire du Reich.

### Spoliations des terres
Peuples pasteurs, Namas et Héréros s'affrontent sur la question des pâturages et des points d'eau. Avançant vers l'intérieur du pays, Göring tente de négocier l'acquisition de terres mais Hendrik Witbooi, au nom du pays nama, refuse le protectorat allemand. Débordé par des troubles entre colons alléchés par d'inexistantes mines d'or, Göring est remplacé en 1888 par l'ancien mercenaire Curt von François.
Selon Serge Bilé, le gouverneur Heinrich Göring aurait mené entre 1884 et 1890 une politique expéditive de déplacements, d'exécutions et de confiscations. Cependant, ces affirmations et plusieurs autres sont remises en cause, et furent contestées par des historiens comme Joël Kotek, Tal Bruttmann et Odile Morisseau, d'autant plus que Göring, chargé de représenter l'autorité prussienne avec l'aide de deux fonctionnaires, n'avait fait que signer des traités de protection avec les Basters de Rehoboth. Son administration était d'ailleurs dépourvue de toute troupe avant qu'un contingent de seulement 21 soldats, commandé par Curt von François, ne débarque dans le Sud-Ouest Africain en 1888 peu de temps avant son retour en Allemagne.

### Le massacre d'Hoornkrans
Dans la nuit du 12 avril 1893, près de 200 soldats dont des Basters commandés par Curt von François déferlent sur le clan Nama et massacrent 80 hommes, femmes et enfants. Hendrik Witbooi réussit à fuir. La résistance nama semble vaincue, les colons peuvent s'installer sur tout le territoire, quand François réussit à signer en 1895 avec Samuel Maharero, chef des Héréros, un accord protectoral.
Durant dix ans, la colonisation s’accélère sur les plans agricole, de l'élevage ovin et de l'exploitation minière. Sous la direction du commandant Theodor Leutwein, un traité de paix est signé avec les Namas. Les frontières méridionales de l'Hereroland sont fixées.

## Vers l'extermination (1904-1907)
En 1904, les Héréros puis les Namas sont victimes d'un massacre de grande ampleur, qui entraîne une déportation massive, le travail forcé et diverses exactions mortifères qui prennent officiellement fin en 1908.

### Répression d'un soulèvement des Héréros
Les Héréros, exaspérés d'avoir perdu leurs meilleures terres, empêchés de pratiquer leurs transhumances, et victimes également d'une peste bovine qui décime leurs cheptels, tentent vainement de rallier à leur cause certains chefs de clans : Samuel Maharero soulève alors seul son peuple contre les colons allemands, le 11 janvier 1904. Il attaque une garnison basée à Okahandja et parvient à détruire les lignes de communication allemandes, chemin de fer et télégraphe. Il massacre également plusieurs centaines de colons allemands, mais épargne les femmes et les enfants. Berlin, informé, décide de réagir avec une fermeté exceptionnelle.
Durant cinq mois, la répression s'organise chez les colons, sous la direction de Theodor Leutwein, puis sont armés six vaisseaux de guerre, sous le commandement du général Lothar von Trotha, qui débarquent le 11 juin 1904 à Swakopmund avec d’importantes troupes, environ 15 000 soldats du corps de la Schutztruppe, un trésor de guerre de plus de 500 000 marks-or, des canons, des mitrailleuses, des grenades. Trotha s'est auparavant illustré au Togoland puis en Chine lors de la révolte des Boxers. Surnommé « le Requin », il est secondé par Franz von Epp.

### Bataille de Waterberg
Le général Trotha pratique une guerre d'usure durant deux mois : il ne fait pratiquement rien, observe et effraye l'ennemi à coups de fusil. Mais en octobre, dans une zone située aux sources d'Ohamakari, sur un plateau appelé par les Allemands le Waterberg, il fait encercler les Héréros de trois côtés et les mitraille : c'est un véritable carnage qui n'épargne ni femmes ni enfants. Trotha ne leur laisse qu’une seule issue pour fuir : le désert du Kalahari. Alors que les Héréros survivants essayent d’y trouver refuge, Trotha fait empoisonner les points d’eau, dresse des postes de garde à intervalles réguliers avec ordre de tirer sans sommation à vue sur chaque Héréro, homme, femme ou enfant. L’ordre d’extermination (Vernichtungsbefehl) officiel du général von Trotha est libellé en ces mots : « À l’intérieur des frontières allemandes chaque Héréro, sans ou avec une arme, avec ou sans bétail, sera fusillé. Je n’accepterai plus désormais les femmes et les enfants, je les renverrai à leur peuple ou les laisserai être abattus ».

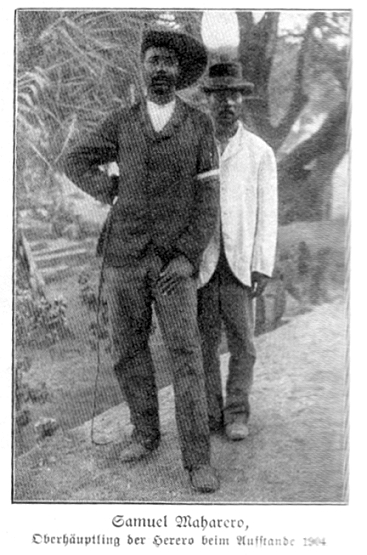
Samuel Maharero, chef de la résistance Héréro (1904).
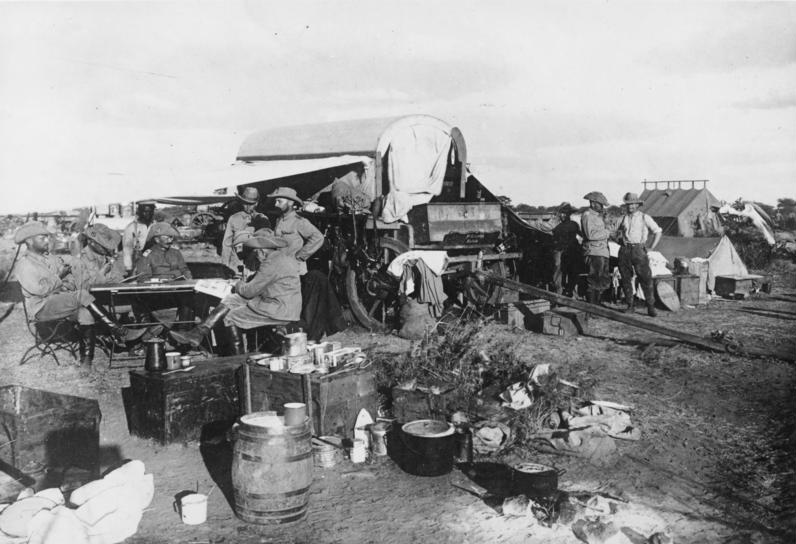
Bivouac de l'armée allemande pendant la campagne contre les Héréros (1904).
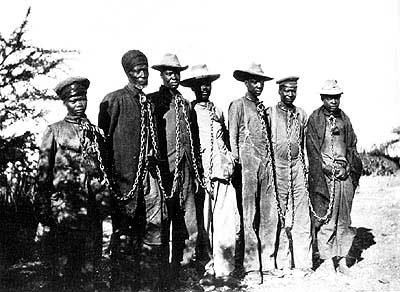
Héréros enchaînés lors de la rébellion de 1904.

En quelques semaines, des dizaines de milliers de Héréros meurent de soif et de faim dans le désert Omaheke. Certains se constituent prisonniers et sont déportés dans des camps. Selon Serge Bilé, il y eut environ 65 000 morts, les autorités allemandes déclarant de leur côté un chiffre qui varie entre 25 000 et 40 000. Certains trouvent refuge au Bechuanaland, sous protection britannique, comme leur chef Samuel Maharero qui y meurt en 1923.

### Six camps de concentration

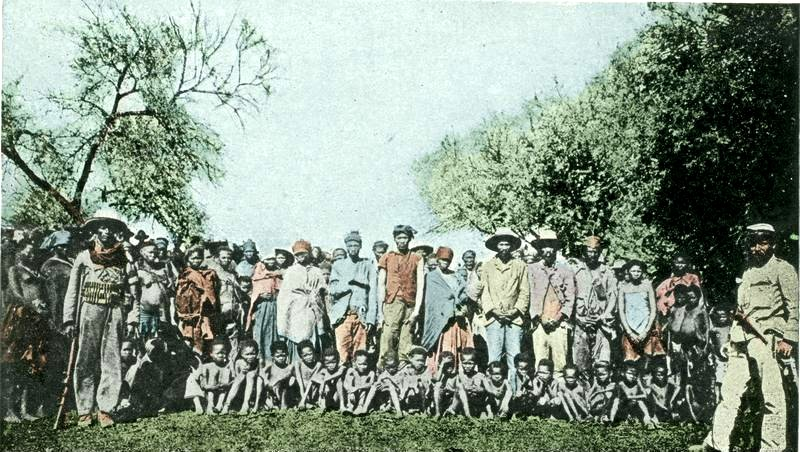
Prisonniers de guerre héréros et namas (carte postale de propagande impériale, 1904).

Les survivants sont enchaînés puis transportés par trains et répartis à partir de janvier 1905 entre six camps de concentration inspirés de ceux créés par les Britanniques en Afrique du Sud lors de la révolte des Boers en 1901. Chaque détenu est tatoué des lettres GH, pour Gefangener Herero (prisonnier Héréro). Selon Serge Bilé, la moitié des prisonniers seraient morts en captivité, soit 7 862. Ces camps se trouvent sur la péninsule de Shark Island, puis autour et à Swakopmund, près de la côte qui est froide et désertique. Du camp de concentration de Shark Island, sur 3 500 prisonniers, seuls 200 survivants sont revenus.
La presse internationale réagit à cette campagne militaire mais la désinformation est telle que très peu de journaux comprennent l'ampleur des faits : seule une partie de la presse du Cap la dénonce, un certain William Wison ayant enquêté sur place a pris des photos. Les exactions de Trotha sont alors connues de l’opinion publique allemande via une partie de la presse, celle de gauche, résolument anticolonialiste. Le Parlement allemand s'inquiète. Le chancelier Bernhard von Bülow demande au kaiser Guillaume II de démettre Trotha de son commandement. Le kaiser nomme alors Friedrich von Lindequist, un habitué des lieux, comme commandant en second : il côtoie Trotha durant l'année 1905, jusqu'à ce que celui-ci rentre à Berlin le 19 novembre.
Les prisonniers sont condamnés à des travaux forcés, principalement à la construction de chemins de fer. Le jeune généticien Eugen Fischer — futur professeur du docteur Joseph Mengele, lequel pratiquera des expérimentations génétiques criminelles à Auschwitz en 1943 — procède sur les détenus à des expérimentations médicales et à des mensurations sur les cadavres dans une optique anthropologique et eugéniste. De retour à Berlin, il fait part du résultat de ses recherches à la Société Kaiser-Wilhelm : en 1927, il fonde l'Institut Kaiser-Wilhelm d'anthropologie, d'hérédité humaine et d'eugénisme.

### La mort de20 000 Namas
Au début de l'année 1905, Friedrich von Lindequist tente de signer un accord avec les Namas, officiellement insoumis mais non belligérants. De leurs côtés, les Basters et les San refusent d'aider l'armée allemande, de servir de guide, de collaborer. Le général von Trotha organise lui-même une battue, il cherche à pister Hendrik Witbooi mais durant trois mois, celui-ci est insaisissable. Il est finalement touché par une balle ennemie et meurt le 29 octobre. Allant de défaite en défaite, près de 20 000 Namas ont péri durant ce conflit, soit par les armes, soit à la suite de mauvais traitements (disette, travail forcé, torture, absence de soins).
Le 7 janvier 1908, à l'occasion de son anniversaire, le kaiser décide de gracier les Namas et les Héréros survivants et de faire fermer définitivement les camps, car leur maintien semble entraîner un manque de main-d'œuvre dans le pays. En 1911, il reste officiellement 15 130 Héréros, soit 20 % de la population originelle. Il est aussi vraisemblable que les nombreux missionnaires présents sur le territoire aient fini par écrire à leurs paroisses pour dénoncer ces crimes. L'un d'entre eux s'appelle Friedrich Vedder, il témoigne dans son journal paroissial : « Les Héréros sont parqués comme des animaux, derrière des fils de fer barbelés renforcés, et entassés par groupe de cinquante, sans distinction d'âge ni de sexe, dans de misérables cahutes. Dès avant l'aube jusque tard dans la nuit, ils sont soumis à des travaux forcés, chaque jour de la semaine, sans aucun repos, à la merci des coups violents et incessants de gardiens, jusqu'à ce qu'ils tombent par terre d'épuisement, incapables de se relever. Ils sont très peu nourris, à peine une poignée de riz cru, les rations sont trop insuffisantes pour assurer leur survie. Ils tombent morts par centaines, et leurs corps sont brûlés, sur place. (…) Je ne puis donner les détails des atrocités dont j'ai été le témoin, particulièrement sur les femmes et les enfants, très souvent, c'est trop horrible pour être écrit. »
Cependant, en mars 1908, les premiers diamants sont découverts dans la baie de Lüderitz par un mineur noir, soit à l'endroit même où avait débuté la colonisation en 1884.

## Un massacre qualifié de génocide

### Considérations générales
Ce génocide commis par des officiers allemands sur les Héréros et les Namas doit être resitué dans le contexte plus large de la colonisation occidentale du début du XXe siècle : le comportement des militaires espagnols à Cuba (instauration des camps de concentration durant la guerre d'indépendance cubaine), celui des Français à Madagascar (« pacification » par le gouverneur général Gallieni), des Britanniques contre les Zoulous (guerre anglo-zouloue), sans parler des Indiens des plaines livrés aux excès de certains militaires américains (Guerres indiennes). Les violences perpétrées dans le cadre de la colonisation allemande se distinguent des autres néanmoins, dans la mesure où, en 1904, un ordre d'extermination a été donné par l'Empire allemand sur des sujets qu'il était censé protéger ; quant aux survivants ils ont été placés dans une situation d'esclavage.

### Pratiques coloniales allemandes
La guerre franco-allemande de 1870 où l’armée allemande eut à faire face à une opposition active de la population civile (levée en masse, apparition de francs-tireurs) conduisit les stratèges de cette armée à envisager d’agir par la coercition préventive à l’encontre des civils lors d’une opération de guerre ou de répression. Les premières applications de cette stratégie ont lieu dans les colonies allemandes d’Afrique de l’est (1891-1897) puis en Chine, lors de la révolte des Boxers, enfin dans les colonies allemandes d’Afrique de l’ouest, de 1904 jusqu'au début de la Première Guerre mondiale. Le point commun entre ces divers événements est que la répression contre les populations n’est pas directement liée à des situations de conflits ouverts :
- En Afrique orientale allemande, les mesures coercitives, si elles s’inscrivent dans une série de rébellions contre le colonisateur (dès 1888) qui les précèdent, les accompagnent et les suivent, correspond à une volonté du gouvernement allemand d’une reprise en main militaire de la colonie et d’une soumission des populations réfractaires par la force puis, à partir de 1894 et de l’envoi d’un important corps expéditionnaire sous le commandement de Lothar von Trotha, par la terreur.
- En Chine, la répression violente se déroule après la fin des conséquences de la révolte des Boxers : la coalition des pays coloniaux a repris Pékin et rétabli l’ordre dans les zones de concessions le 14 août 1900, mais la répression allemande ne commence qu’en octobre et s’exerce sur toute la population, sans distinction d’âge et de sexe et qu’elle ait ou non participé à l’insurrection.
- En Afrique occidentale allemande, si l’ordre d’exécution ou de déportation des Héréros, sans distinction d’âge ou de sexe, fait suite à une révolte de ce peuple, elle se déroule après et se poursuit sans qu’il y ait de réaction coordonnée contre elle ; dans le même temps, cette politique de coercition générale se dirige contre d’autres populations, notamment au Tanganyika à partir de 1905 (environ 100 000 morts en deux ans) et en Namibie à partir de 1908 (contre les Namaquas).

### L’invention des camps de concentration

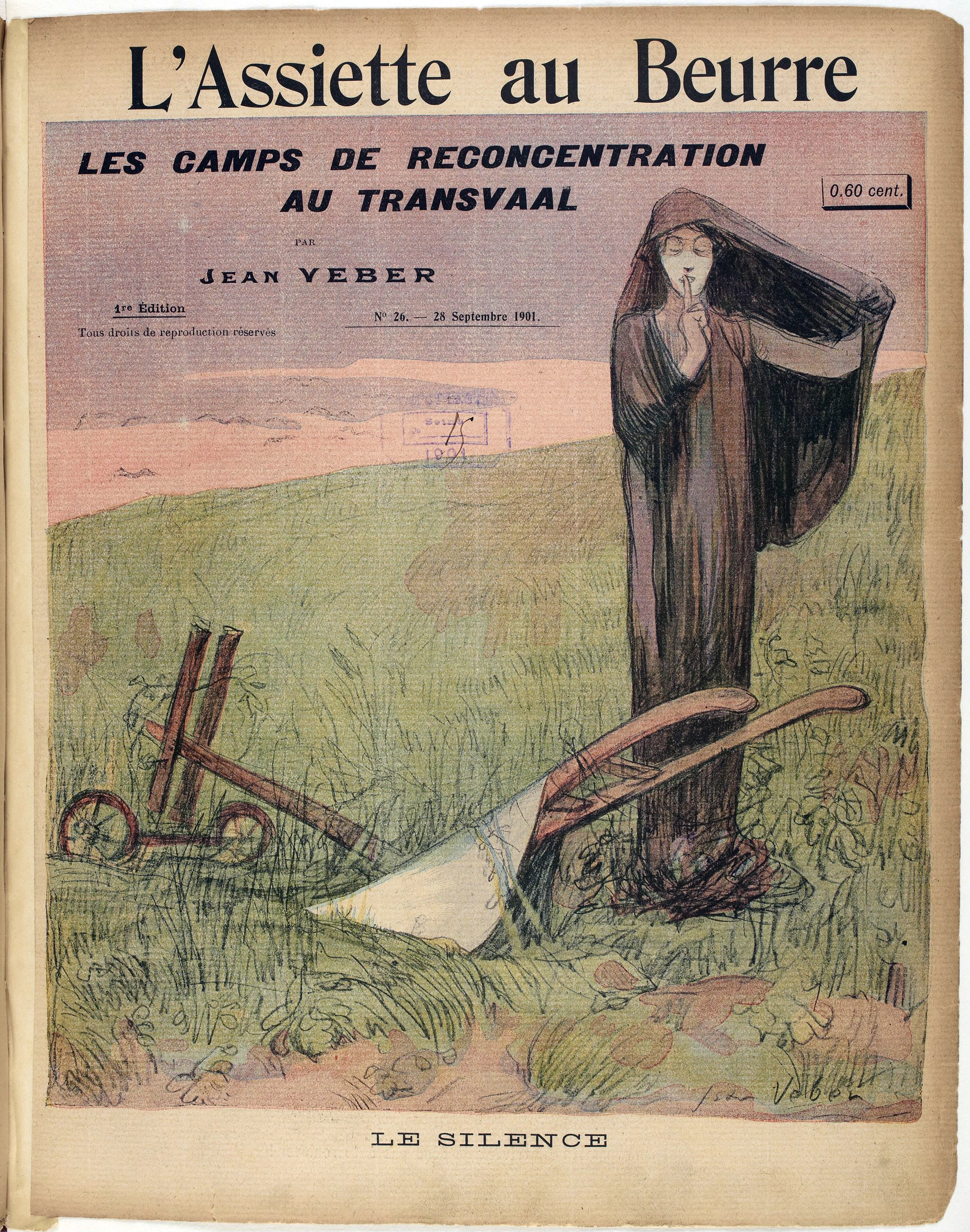
L'Assiette au beurre du 26 septembre 1901 dénonce via Jean Veber le silence international entourant les « camps de reconcentration » au Transvaal.

Cette invention est liée à l’histoire coloniale. Le premier pays à créer des camps de concentration au sens où on l'entendait avant la Seconde Guerre mondiale fut l’Espagne, lors de la révolte cubaine de 1896. Ils étaient destinés aux seuls insurgés armés, à l’exclusion du reste de la population.
Le terme lui-même fut inventé trois ans plus tard, lors de la seconde guerre des Boers, durant laquelle la Grande-Bretagne créa le futur modèle des camps d’internement : une zone de rétention fermée par une clôture grillagée et protégée par une deuxième clôture formée de rangs de fils de fer barbelés. Ce fut la première fois que le principe de la déportation et de l’internement de populations entières, quels que soient leur statut, sexe et âge, fut appliqué. À l'origine, ces camps étaient destinés à interner des combattants mais ils furent vite utilisés pour parquer les civils boers du Transvaal et de l'État libre d'Orange. Les camps regroupèrent finalement 120 000 personnes, essentiellement des personnes âgées, des femmes et des enfants ainsi que les garçons de fermes et bergers noirs. Les conditions de vie dans ces camps étaient particulièrement insalubres, la sous-alimentation et le manque d'hygiène furent à l'origine de l'apparition de maladies contagieuses. Combinée avec des manques en matériel et fournitures médicales, la situation provoqua de nombreux décès (environ 27 927 civils boers dont 22 074 enfants de moins de 16 ans ainsi qu'au moins 14 154 Noirs).
Le massacre des Héréros, cinq ans plus tard, fut la dernière étape qui devait mener tout au long du XXe siècle, en Europe et en Asie principalement, à la constitution des camps de concentration totalitaires, en y combinant la sous-alimentation des internés et le travail forcé. Toutefois, l'invention du camp d'extermination proprement dit (et en particulier l'utilisation industrielle des chambres à gaz), est le fait de l’ingénierie nazie.

### Réactions internationales
- Gueorgui Plekhanov qualifie en 1907 dans sa brochure Les questions fondamentales du marxisme les actes des autorités coloniales allemandes de « cruauté bestiale »[24].

### Recherches génétiques et racialistes
Si l'extermination des Hereros et des Namas est considérée comme une préfiguration du génocide perpétré par les Allemands pendant la Seconde guerre mondiale, c'est en partie parce que des scientifiques ont mené à cette occasion des recherches visant à donner une justification raciste aux crimes commis par les autorités. Eugen Fischer notamment y effectue des expérimentations en 1908 et développe à ce sujet des réflexions dont Adolf Hitler s'inspire en 1925 dans Mein Kampf ; il est nommé en 1927 à la direction du nouvel Institut d'anthropologie, théorie de l'hérédité et eugénisme de Berlin-Dalhem. Un autre médecin, Theodor Mollison (1874-1952) effectue des recherches similaires en 1904 sur les Hereros ; avec Eugen Fischer il est réputé pour être un des maîtres du médecin Josef Mengele, dit l'ange de la mort d'Auschwitz.

### Un drame oublié
Le massacre des Héréros est sorti des oubliettes de l’Histoire le 2 juillet 1985 après l'approbation par la Commission des droits de l'homme des Nations unies, dans le cadre de la Sub-Commission on the Promotion and Protection of Human Rights (en), d'une motion issue du rapport Whitaker intitulé Revised and Updated Report on the Question of the Prevention and Punishment of the Crime of Genocide. Le paragraphe 24 dudit rapport précise que : « The Nazi aberration has unfortunately not been the only case of genocide in the twentieth century. Among other examples which can be cited as qualifying are the German massacre of Hereros in 1904, the Ottoman massacre of Armenians in 1915–1916, the Ukrainian pogrom of Jews in 1919, the Tutsi massacre of Hutu in Burundi in 1965 and 1972, the Paraguayan massacre of Ache Indians prior to 1974, the Khmer Rouge massacre in Kampuchea between 1975 and 1978, and the contemporary [1985] Iranian killings of Baha'is ».
Ce paragraphe ouvrit une polémique entre certains représentants : l'expression « parmi d'autres exemples » pose notamment un problème de définition du cadre. Aussi, l'un des points les plus importants est que ce rapport proposa d'adopter trois nouvelles occurrences plus précises destinées à mieux signifier la nature des exactions : à savoir, les termes écocide, ethnocide et génocide culturel. Le terme « génocide » ne peut en aucun cas être banalisé, il ouvre à une série de mesures entendues sur le plan du droit international telle que l’imprescriptibilité des crimes, la notion de réparation, le devoir de mémoire, et surtout l'affirmation incontestable des faits.
En 1985, la télévision allemande programme le film Morenga qui met en scène cette période coloniale, provoquant un début d'émotion.

### Le travail de la mémoire: vers la reconnaissance

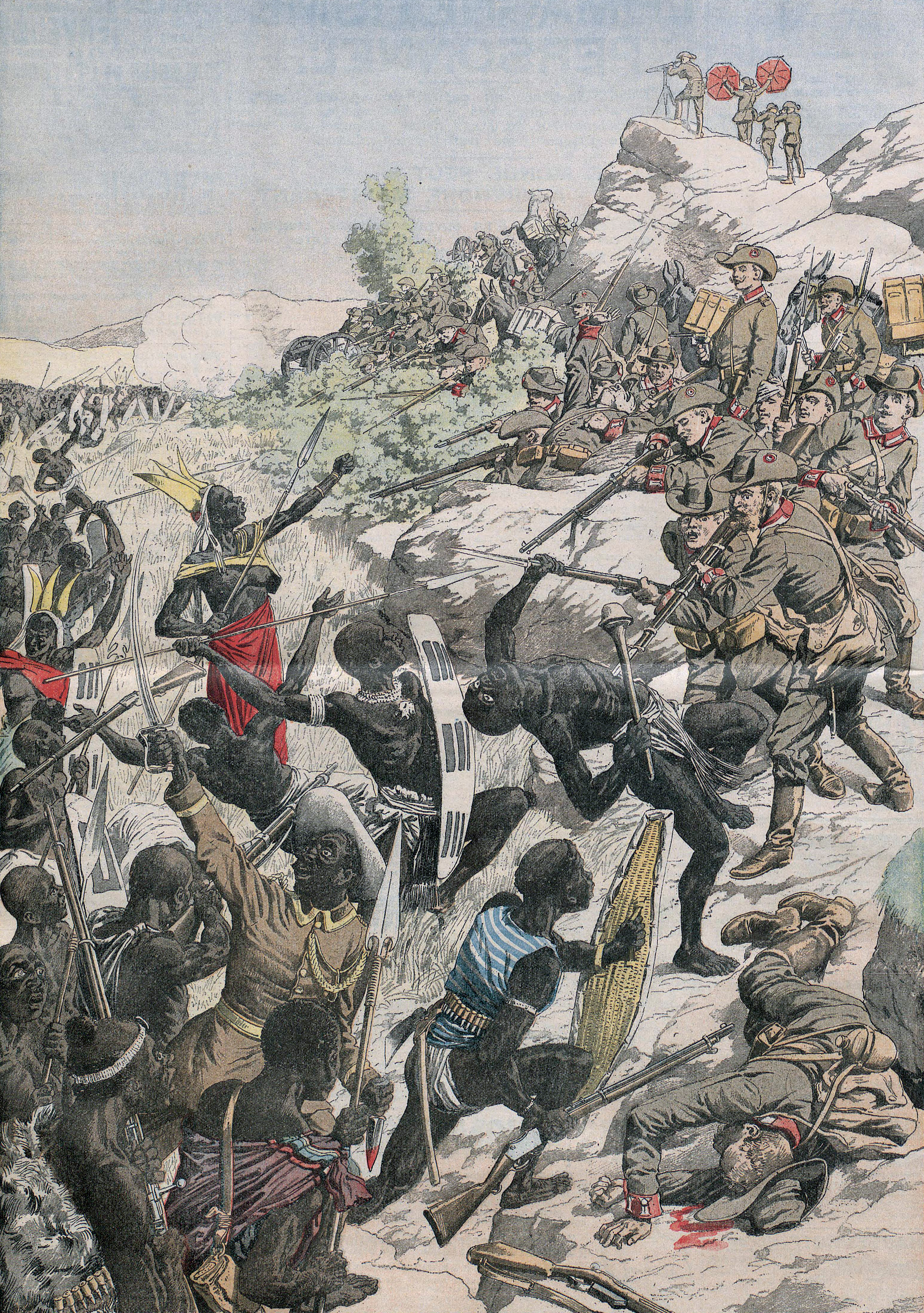
Illustration du conflit par le supplément du Petit Journal paru le 21 février 1904.

Concernant le crime commis contre les Héréros et les Namas, ce processus de réinscription dans le récit de l'histoire de l'humanité se déroule en deux temps.
Premièrement, ce processus s'enclenche au cours d'une période précise, la fin de l'apartheid, qui permet d'une part la création de l’État de Namibie, puis l'ouverture des archives sud-africaines. C'est à Pretoria que fut retrouvé The Blue Book, un rapport rédigé en 1917-1918 par le jeune juge irlandais Thomas O'Reilly en poste à Omararu (mort en septembre 1919) et commandé par le ministre de l'Intérieur britannique sur les recommandations du brigadier-général E. Howard Gorges : la manœuvre est évidente, il s'agit de chercher à légitimer la confiscation des territoires du sud-ouest africain allemand, ce qui fut chose faite lors du traité de Versailles en 1920. Cependant, ce rapport, intitulé Report of the Natives of the South-West Africa and their Treatment by Germany, qui comprend des photographies et près de cinquante témoignages de survivants, n'était pas destiné au grand public. En 1926, un représentant allemand menace de révéler au public un White Book sur les exactions coloniales britanniques. Pour des raisons diplomatiques, le Blue Book disparaît alors de toutes les officines.
Deuxièmement, le processus historiographique : c'est chose faite entre 1999 et 2003 avec la publication des essais de trois chercheurs, à savoir Jan-Bart Gewald, Klaus Dierks (en) et d'Andrew Zimmermann. Auparavant, en mars 1998, le président de l'Allemagne, Roman Herzog, en visite en Namibie, avait été interpellé sur la question de la reconnaissance du génocide. Par ailleurs, la publication en 2003 d'un essai critique autour du rapport O'Reilly, qui avait disparu depuis 1926, a mis en lumière, entre autres, le sort des Namas, lesquels doivent également être pris en compte.
En 2004, cent ans après les débuts des massacres, l’événement refait une nouvelle fois surface dans la presse allemande qui pose entre autres la question d’une indemnisation possible due à la Namibie. Est alors diffusé à la télévision un documentaire intitulé Kaiser Wilhelms Wüstenkrieg – Namibia 100 Jahre nach dem Herero-Aufstand et signé Stefan Schaaf. Le 14 août 2004, le ministre fédéral allemand de la Coopération économique et du Développement, Heidemarie Wieczorek-Zeul, participe en Namibie à la cérémonie commémorant le massacre de plusieurs milliers de Héréros par des soldats du Reich, entamée cent ans plus tôt. « La ministre a demandé au peuple Héréro de Namibie de pardonner l’Allemagne et a déclaré que les Allemands acceptaient leur responsabilité morale et historique et la culpabilité des Allemands à cette époque ». Mais l’indemnisation financière n’est pas à l’ordre du jour. Cependant, le Gouvernement fédéral allemand affirme vouloir poursuivre son aide au développement en Namibie avec un budget annuel de l'ordre de 11,5 millions d'euros.
En 2007, des descendants de la famille de Lothar von Trotha sont venus en Namibie, à Omararu, demander pardon aux chefs héréros et namas.
En 2011, le musée anthropologique de l'hôpital de la Charité de Berlin restitue 20 crânes de Héréros et de Namas à la Namibie : ces restes humains conservés dans du formol provenaient de sépultures profanées. Il s'agissait de quatre femmes, quinze hommes et d'un enfant.
En juillet 2015, une motion est déposée au Bundestag par le député Niema Movassat, pour le parti de gauche Die Linke, précisant que : « Le parlement allemand se souvient des atrocités commises par les troupes coloniales de l’empire allemand dans son ancienne colonie du Sud-Ouest africain, et entend honorer la mémoire des victimes de massacres, d’expulsions, d’expropriations, de travail forcé, de viols, d’expérimentations médicales, de déportations et d’enfermements inhumains dans des camps de concentration. La guerre d’extermination menée par les troupes coloniales allemandes entre les années 1904 et 1908 a entraîné la mort de 80 % du peuple herero, de plus de la moitié du peuple nama et d’une large partie des groupes ethniques Damara et San ». Le 10 juillet 2015, le ministre des Affaires étrangères (SPD) Frank-Walter Steinmeier (lequel, alors qu'il était dans l'opposition, avait dès 2012 soutenu une motion de reconnaissance de ce génocide) reconnaît publiquement « un crime de guerre et un génocide ».
Une lettre d'excuse est élaborée en commun par les gouvernements allemand et namibien. La question des compensations financières pèse toutefois sur les négociations. Alors qu'en 2004, 2006 et 2007 des demandes de réparations déposées par les Herero et Namas à charge de la Deutsche Bank et de SAF Marine (ex-Wörmann Line) avaient été rejetées par des tribunaux américains un nouveau recours en action collective est déposé le 5 janvier 2017 contre l’Allemagne devant la Cour fédérale de New York.
La question des réparations est complexe. Gotthard Vanivi, un ancien présentateur de radio, explique : « Le gouvernement namibien voudrait que tous les Namibiens profitent de ces réparations. Or, les seules victimes sont les Héréros et les Namas. En outre, il faut aussi dédommager ceux qui ont fui les massacres, les Héréros du Botswana, du Lesotho ou d'Afrique du Sud, qui n'ont pas la nationalité namibienne ».
Le 28 mai 2021, les autorités allemandes ont reconnu, par un communiqué du ministre des Affaires étrangères Heiko Maas, le caractère génocidaire du massacre : « Nous qualifierons maintenant officiellement ces évènements pour ce qu’ils sont du point de vue d’aujourd’hui : un génocide ». Cette reconnaissance s'accompagne de la promesse d'un soutien financier de 1,1 milliard d'euros versés par l'Allemagne pour la reconstruction et le développement de la Namibie.
Chaque année a lieu en octobre un rassemblement au Ozombu Zovindimba (de), où plusieurs milliers de Héréros se rencontrent là où von Trotha ordonna leur destruction. En 2008, ce lieu est classé comme « Patrimoine national », et le Ozombu Zovindimba Cultural Center, centre d'interprétation, ouvre ses portes, sur le lieu même où reposent de nombreuses personnes victimes des massacres ordonnés par Von Trotha. Cependant, les lieux commémorant ces événements restent rares en Namibie. Par exemple, le musée national situé dans la capitale ne précise pas qu'il est construit sur les ruines d'un fort ayant servi de camp de concentration, alors que la gare a été bâtie sur un charnier et que le camp de Shark Island près de Lüderitz, où sont morts environ 3 000 personnes, est devenu un camping. À Otjinene (en) se trouve l'arbre Ngauzepo, où furent pendus des Namibiens, chose que prirent en photo des soldats allemands ; les branches sont encore marquées par les cordes et les riverains connaissent l'histoire des lieux : « On raconte qu'on entendait hurler les esprits jusque dans les années 1970 ». Dans les programmes scolaires, les massacres ne sont mentionnés que sur deux paragraphes ; Ester Muijangue, présidente de la Ovaherero/Ovambanderu Genocide Foundation, explique : « En Afrique, les partis politiques représentent des tribus. Or, à cause du génocide, nous [les Héréros] ne sommes plus majoritaires. En termes de nombre, nous ne sommes que les quatrièmes du pays. Il est donc difficile de se faire entendre ». La mémoire s'inscrit davantage dans la mode vestimentaire, les hommes arborant des uniformes de soldats allemands de l'époque et les femmes des robes victoriennes. Ester Muijangue poursuit : « On me demande parfois pourquoi nous portons l'uniforme de nos bourreaux. Dans le contexte africain, le chasseur revêt la peau de la bête qu'il a tuée. De même, le soldat s'empare de l'uniforme ennemi. C'est une preuve de sa victoire. Après le génocide, l'uniforme et la robe sont devenus notre identité ». Les hommes ne forment ainsi pas une armée mais paradent lors de cérémonies sous une forme dansée. La présence de Namibiens aux traits plus clairs que la majorité de la population témoigne également de viols, perpétrés par l'occupant allemand, dont la descendance était cependant à l'époque souvent tuée par les familles. L'indépendance de la Namibie n'a pas entraîné le départ des anciens colons, la communauté namibienne blanche continuant à vivre et à exploiter des fermes prospères alors que les villages héréros sont régulièrement privés d'électricité.
En mai 2025, le 28 mai est déclaré jour férié en Namibie en hommage aux victimes des massacres commis contre les peuples Herero et Nama. Selon le gouvernement namibien, cette commémoration, appelée à devenir annuelle, marque le début d’un processus national de guérison.